# Articolo di revisione
Nell'editoria accademica e nelle riviste scientifiche, un articolo di revisione è un articolo che riassume l'attuale stato dell'arte delle conoscenze relative ad un argomento all'interno di una determinata disciplina.
Un articolo di revisione è generalmente considerato una fonte secondaria poiché può analizzare e discutere il metodo e le conclusioni di altri studi precedentemente pubblicati. Assomiglia a un articolo di indagine o, nell'editoria giornalistica, a un articolo di panoramica, che esamina e riassume anche fonti primarie e secondarie precedentemente pubblicate, invece di riportare nuovi fatti e risultati. Tuttavia, gli articoli di indagine sono considerati fonti terziarie, poiché non forniscono ulteriori analisi e sintesi di nuove conclusioni. Una revisione di tali fonti è spesso definita revisione terziaria.
Le pubblicazioni accademiche specializzate in articoli di revisione sono note chiamate riviste di revisione (review journals). Le riviste di revisione hanno le proprie norme editoriali per accettare gli articoli di revisione: quindi, gli articoli di revisione possono variare leggermente a seconda della rivista a cui vengono inviati. Gli articoli di revisione descrivono:
- le principali persone che lavorano in un campo;
- i recenti progressi e scoperte importanti;
- le lacune significative nella ricerca;
- i dibattiti attuali;
- alcuni suggerimenti sulle direttrici future della ricerca.

Un meta-studio riassume un gran numero di studi sperimentali o epidemiologici già pubblicati e fornisce un'analisi statistica dei loro risultati.
Gli articoli di revisione sono diventati sempre più importanti e rilevanti, parallelamente all'aumento della quantità di ricerche che devono essere sintetizzate. Sono un modo conciso di raccogliere informazioni per professionisti o accademici che non hanno tempo e risorse per leggere la pletora di ricerche originali che vengono pubblicate.

## Categorie
Esistono varie categorie di articoli di revisione, tra cui revisioni narrative, revisioni sistematiche e meta-analisi. Gli articoli di revisione non introducono nuovi risultati, quanto piuttosto riportano risultati già esistenti, traendo conclusioni da quelli presentati. Gli articoli di revisione possono essere classificati in base al dominio, alla teoria di base o al metodo di ricerca. A volte queste categorie si sovrappongono.
Le revisioni narrative descrivono le informazioni pubblicate su un tema o argomento, ma spesso non includono il processo metodologico coinvolto nella loro ricerca. Ciò può portare ad articoli di revisione narrativa di parte, privi di importanti dettagli teorici relativi alla ricerca originale e di suggerimenti innovativi per sviluppare ulteriori studi.
Una revisione sistematica è più dettagliata e strutturata di una revisione narrativa. Descrive in dettaglio gli obbiettivi, l'ipotesi e il metodo di ricerca in modo chiaro, in modo da rimanere trasparente e neutrale. Questa tipologia di revisione aderisce a criteri espliciti di selezione delle ricerche da valutare nella revisione. I metodi comunemente utilizzati per analizzare gli articoli di ricerca selezionati includono il text mining, l'analisi delle citazioni, l'analisi delle co-citazioni e il topic model. Questi tipi di revisioni includono anche una discussione sulle implicazioni teoriche della ricerca. Le revisioni sistematiche sono più apprezzate e selezionate rispetto alle revisioni narrative per la loro specificità e neutralità. Nel campo della ricerca clinica, l'organizzazione Cochrane pubblica delle revisioni sistematiche (chiamate Cochrane Reviews) su argomenti sanitari nel Cochrane Database of Systematic Reviews.
Una meta-analisi riassume i risultati quantitativi di una serie di articoli di ricerca che vertono su un dato argomento. Dato che questi articoli formulano conclusioni a partire da molteplici serie di dati, le meta-analisi aderiscono a linee guida specifiche stabilite dalle riviste scientifiche in cui sono pubblicate. Una meta-analisi si presta maggiormente alla ricerca statistica, spesso convertendo la ricerca originale in una metrica comune denominata "dimensioni dell'effetto", in modo da identificare facilmente modelli e anomalie tra le pubblicazioni. Le revisioni sistematiche possono includere i risultati delle meta-analisi. La prima edizione dell'Handbook of Research Synthesis ha contribuito allo sviluppo di varie tecniche di analisi che potrebbero essere utilizzate negli articoli di revisione sistematica, per sviluppare questa forma di letteratura.

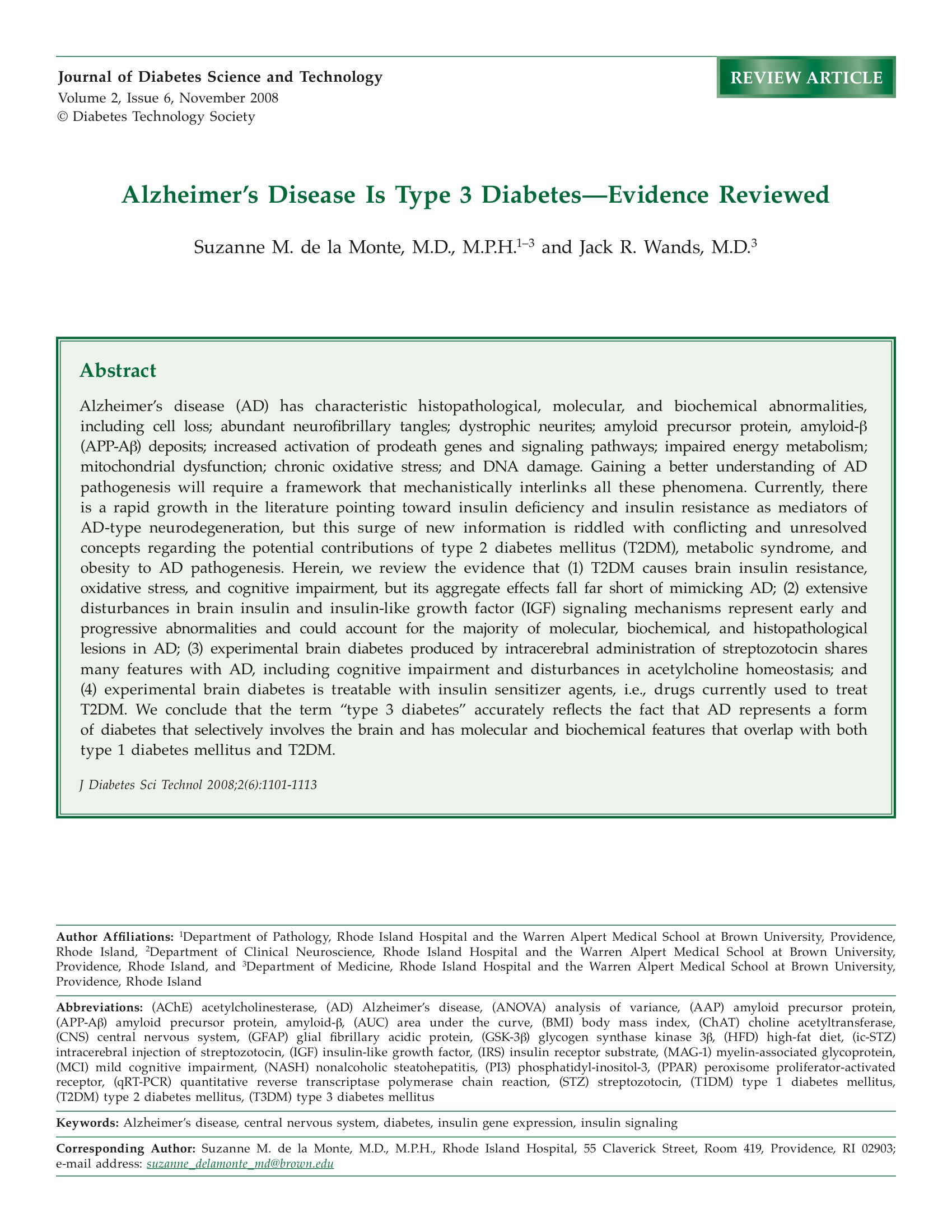
Esempio di articolo di revisione sulla malattia di Alzheimer.

## Struttura di un articolo di revisione
Gli articoli di revisione identificano inizialmente l'ambito e lo scopo. Se si invia l'articolo di revisione a una rivista, l'autore deve familiarizzare con il tema della rivista e con le sue condizioni di invio. Alcune riviste accettano solo articoli di revisione, mentre altre pubblicano esclusivamente ricerche originali. Una volta identificato l'ambito della rivista a cui l'autore intende inviare il proprio articolo, è necessario identificare l'ambito e lo scopo personali dell'articolo. L'autore esperto Angus Crake sottolinea la necessità di definire un ambito che sia "gestibile, né troppo grande né troppo piccolo" e di "concentrarsi sui recenti progressi se il campo è ben consolidato". Ciò equivale a un articolo di revisione succinto e innovativo che aggiunge una nuova prospettiva al campo, pur rimanendo radicato nel mondo accademico.
Nella fase di reperimento delle fonti, l'ideale è consultare più di una banca dati e più di un motore di ricerca. In questo modo, si è sicuri di conseguire un'ampia conoscenza che presenta molteplici prospettive e consente di ottenere un articolo ragionevolmente equilibrato. Alcune discipline incoraggiano l'uso di determinati motori di ricerca. Ad esempio, gli articoli di revisione scientifica utilizzano molto Medline, Embase e CINAHL.
Il titolo, l'abstract e le parole chiave scelte rendono l'articolo noto al pubblico e dovrebbero descrivere l'argomento trattato. L'ottimizzazione dei motori di ricerca è importante quando si pubblicano articoli all'interno di una disciplina in cui la letteratura è già satura di contenuti.
Come la maggior parte degli articoli accademici, un articolo di revisione include un "abstract" iniziale. Esso dovrebbe includere: una sinossi dell'argomento in discussione o della questione studiata, una panoramica dei partecipanti allo studio utilizzato nello studio empirico in esame, una discussione dei risultati trovati e delle conclusioni tratte dagli studiosi che hanno condotto lo studio, una spiegazione di come tali risultati hanno già o potrebbero potenzialmente avere un impatto sulla teoria e sulla pratica all'interno della disciplina pertinente. All'interno di questa sezione sono inclusi il contesto e la rilevanza della revisione. Il gergo della pubblicazione dipenderà dal pubblico di riferimento.
La sezione di discussione dell'articolo presenta molteplici prospettive, indicando i limiti e le potenziali estensioni dello studio in esame. Inoltre, all'interno di questa sezione, vengono indicate le analogie e differenze tra gli studi.
La presentazione sia delle carenze che dei progressi delle ricerche in esame è importante per la completezza dell'elaborato. Daft (1985, p. 198) lo ha sottolineato dicendo:
All'interno di questa sezione dell'articolo di revisione sono suggerite possibili migliorie ed estensioni della ricerca. La bibliografia finale rappresenta un modo per gli accademici e gli studenti di approfondire la loro ricerca. Si tratta di fonti secondarie. Meyers e Sinding affermano:'

## Metodo di ricerca
I software di gestione delle citazioni come Papers, EndNote e Zotero, sono utili quando si tratta di strutturare e scrivere il proprio articolo di revisione.

## Processo di revisione paritaria
Il processo di revisione paritaria degli articoli è fondamentale per la loro credibilità scientifica. Il processo di revisione tra pari è un modo per garantire che l'articolo sia il più possibile accurato e preciso. Molto spesso, coloro che revisionano l'articolo sono colleghi accademici o esperti nel campo trattato nel documento. L'invio di una revisione tra pari consente di riconoscere le lacune nel documento in modo che la revisione possa essere il più possibile informativa e completa. I colleghi spesso consiglieranno di includere nella revisione altri articoli di ricerca e studi, fatto che può rafforzare l'autorevolezza dell'articolo. La confusione tra i colleghi indica anche che il documento non è chiaro o manca di sinergia.

## Rilevanza all'interno della letteratura accademica
Uno degli obiettivi principali degli articoli di revisione è quello di proporre altre potenziali piste di ricerca, indicando i limiti degli studi empirici in esame e come possano essere migliorati studi futuri della stesso tipo. Inoltre, presentano anche i risultati di altri studi relativi alla stessa disciplina, confrontandoli e traendo conclusioni basate su ognuno di essi. Essenzialmente, sono una valutazione di ricerche accademiche già pubblicate.
Gli articoli di revisione non introducono nuovi risultati, ma ribadiscono quelli esistenti e traggono conclusioni su quelli presentati da un elevato numero di articoli di ricerca. Gli articoli di revisione sono importanti perché prevedono nuove opportunità di ricerca, sintetizzando la letteratura scientifica esistente e individuando le sue lacune. Essi sono nati dalla necessità di classificare e dare un senso alla pletora di pubblicazioni di ricerca che vengono rilasciate ogni anno. Tra il 1991 e il 2008, sono stati pubblicati quaranta volte più articoli nel solo campo della biodiversità. Questo sovraccarico di articoli di ricerca rende difficile per i medici e gli scienziati rimanere aggiornati circa le scoperte e gli sviluppi più recenti della loro disciplina.

## Differenze con un articolo di ricerca
Gli articoli di ricerca costituiscono la base degli articoli di revisione. Gli articoli di revisione utilizzano le informazioni originali presentate negli articoli di ricerca per trarre conclusioni e formulare suggerimenti per ricerche future.
Gli articoli di ricerca ed empirici riportano i risultati dello studio dell'autore, considerandolo quindi una fonte primaria. Spesso includono dati grezzi e statistiche, utilizzando frequentemente le parole "partecipanti", "campione", "soggetti" ed "esperimento". Gli articoli di revisione sono accademici, ma non di tipo empirico. A differenza della presentazione dei risultati di uno studio (che sarebbe un articolo di ricerca), gli articoli di revisione valutano i risultati di studi già pubblicati.

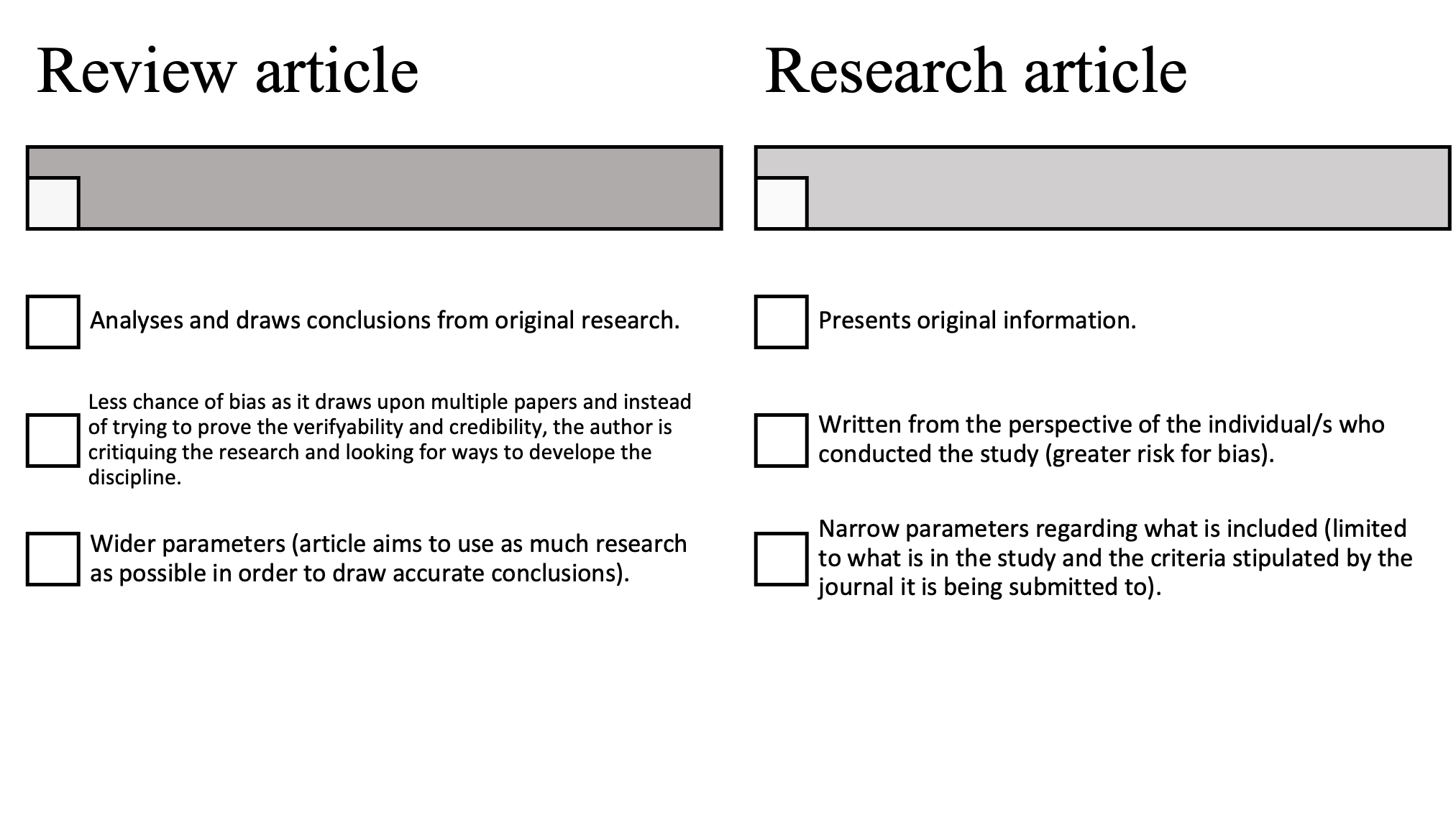
Principali differenze fra gli articoli di revisione e gli articoli di ricerca.

Alcune delle principali differenze sono le seguenti:
- un articolo di ricerca presenta informazioni originali dal punto di vista dell'autore, mentre un articolo di revisione analizza le informazioni originali degli articoli di ricerca;
- un articolo di ricerca presenta contenuti originali, mentre un articolo di revisione sintetizza tali contenuti e ne restituisce un senso nel contesto della disciplina;
- un articolo di ricerca ha parametri più ristretti su ciò che può essere incluso (spesso a seconda della rivista a cui è destinato), mentre un articolo di revisione è più aperto, essendo in grado di incorporare molteplici documenti di ricerca, pur rimanendo all'interno delle linee guida della rivista.

## Editoria accademica
Gli articoli di revisione delle riviste accademiche analizzano o discutono ricerche precedentemente pubblicate da altri, piuttosto che riportare nuovi risultati sperimentali. L'opinione di un esperto è preziosa, ma la sua valutazione della letteratura può esserlo ancora di più.
Quando leggono singoli articoli, i lettori potrebbero omettere di notare alcune caratteristiche che invece sono evidenti per un ricercatore clinico esperto. I lettori traggono vantaggio dalla spiegazione e dalla valutazione dell'esperto sulla validità e l'applicabilità dei singoli studi.
Gli articoli di revisione si presentano sotto forma di revisioni della letteratura e, più specificamente, come revisioni sistematiche; entrambe sono una forma di letteratura secondaria. Le revisioni della letteratura forniscono un riassunto di quelle che gli autori ritengono essere le migliori e più rilevanti pubblicazioni disponibili. Le revisioni sistematiche determinano un elenco oggettivo di criteri di selezione e trovano tutti i documenti originali precedentemente pubblicati che li soddisfano; dopodiché, procedono a confrontare i risultati presentati in questi documenti.
Alcune riviste accademiche sono specializzate nella revisione di un campo. Esse sono chiamate riviste di revisione.
L'"articolo di revisione" è un concetto diverso da quello di revisione paritaria. Un articolo di revisione, anche se richiesto o "invitato tra pari", sarà revisionato tra pari oppure no a seconda del modo in cui vengono gestiti gli invii.

## Impatto
Uno studio del 2021 pubblicato sull'American Sociological Review afferma:
Lo studio individua un'eccezione a questa tendenza: gli articoli che la revisione caratterizza come ponti tra gruppi di studiosi, tendono a ricevere un'attenzione futura sproporzionata.
McAlister et al. hanno condotto un'analisi degli articoli di revisione in sei diverse riviste mediche. Delle sei riviste, meno del 25% includeva una descrizione, una valutazione o una sintesi delle prove fornite. Solo un terzo degli articoli presentava un argomento clinico in primo piano e solo la metà degli articoli esponeva dati quantitativi a sostegno dei suggerimenti formulati nella conclusione finale.
Storicamente, le riviste di revisione hanno un impatto maggiore rispetto alle riviste di ricerca primaria. Nel 2006, le 10 riviste di maggiore impatto erano composte esclusivamente da articoli di revisioni. Inoltre, gli articoli di revisione sono citati più frequentemente degli articoli di ricerca. Attualmente, non esistono studi che prendano in esame l'effetto degli articoli di revisione sull'impatto delle riviste che di solito pubblicano solo articoli di ricerca. Questo impedisce di affermare con certezza che gli articoli di revisione potrebbero sostituire i documenti di ricerca originali nelle riviste più importanti. Dei 538 articoli di revisione pubblicati nelle riviste di patologia nel 2005, solo il 21% è stato citato più di dieci volte dopo la loro pubblicazione. Inoltre, in un confronto tra le riviste The American Journal of Pathology, The Journal of Pathology e Laboratory Investigation, pubblicate sia con che senza articoli di revisione, è emerso che le riviste pubblicate con articoli di revisione hanno avuto un impatto maggiore sui lettori rispetto a quelle che non includevano articoli di revisione.
Il numero degli articoli di revisione ha registrato una crescita esponenziale. Il numero di articoli sul tema della "patologia" è aumentato di 2,3 volte tra il 1991 e il 2006. Tra il 1991 e il 2005, nelle discipline scientifiche, il numero di articoli di revisione presenti nel Science Citation Index è aumentato da 14.815 a 45.829. Seguendo la stessa tendenza, tra il 1999 e il 2006, il numero di riviste di revisioni censite nel database del Science Citation Index è cresciuto da 163 a 198. Tuttavia, tra il 1999 e il 2005, la percentuale di articoli di revisione edite da riviste di revisioni è diminuita del 17%. Ciò indica che la maggior parte degli articoli di revisione viene assegnata a riviste di ricerca anziché a riviste di revisione in senso stretto. Ciò dipende anche dalla qualità degli articoli di revisione pubblicati.
A prescindere dalla qualità degli articoli, il numero di articoli di revisione pubblicati rende sfidante il reperimento di un'analisi della ricerca che sia sintetico, ma anche completo. Questo rende difficile per gli esperti orientarsi tra le sintesi proposte dagli articoli di revisione, così come lo è setacciare la ricerca primaria stessa. Inoltre, l'inclusione di articoli di revisione con riferimenti scadenti, ricerche inadeguate e troppo di parte serve a confondere le acque e rende ancora più difficile determinare la qualità della pubblicazione.

## Discipline delle scienze sociali, comportamentali e della salute
In seguito alla pubblicazione dell'Handbook of Research Synthesis, il ricorso ad articoli di revisione all'interno delle discipline delle scienze sociali, comportamentali e della salute è proliferato. Le statistiche del 2007 hanno mostrato che gli articoli di revisione sistematica sono stati prodotti al ritmo di 2.500 all'anno sulla piattaforma MEDLINE (Moher et al., 2007). L'aumento della prevalenza di articoli di revisione in queste discipline può essere attribuito alla spinta verso la "pratica basata sulle evidenze". Questo termine è stato coniato dal pioniere della medicina David Lawrence Sackett e si riferisce alla combinazione di ricerca disponibile, esperienza del professionista e valori del consumatore.
A causa del subisso di ricerche originali nel settore, emerge il bisogno di articoli di revisione che evidenzino studi, risultati e tendenze rilevanti. I diversi metodi e partecipanti utilizzati negli studi di ricerca originali possono fornire risultati incoerenti, rendendo così difficile confrontare e sintetizzare le informazioni mediante un unico parametro comune. La combinazione di meta-analisi e revisioni sistematiche si è dimostrata più efficace nell'organizzare i dati e trarre conclusioni, soprattutto quando si tratta di studi clinici in campo medico.